# Kedge Business School
Az Kedge Business School egy európai felsőoktatási intézmény, amely az üzleti tudományok terén nyújt posztgraduális képzést. Öt campusa van, 10 telephellyel: Párizsban, Bordeauxban, Marseilleben, Toulonban, Dakarban, Szucsouban és Sanghajban. 2013-ban alapították.
2019-ben az Kedge a Financial Times rangsora szerint a legjobb 31 európai üzleti iskola között szerepelt.
Az iskola programjai AMBA, EQUIS és AACSB hármas akkreditációval rendelkeznek. Az intézmény legismertebb végzősei közé tartozik: Denis Gargaud Chanut.